# Bumetopia japonica
Bumetopia japonica es una especie de escarabajo de la familia Cerambycidae . Fue descrito por Thomson en 1868. 

## Subespecie
- Bumetopia japonica japonica (Thomson, 1868)
- Bumetopia japonica okinawana Hayashi, 1963BioLib.cz - Bumetopia japonica. Recuperado el 8 de septiembre de 2014.